# Xã Hamilton, Quận Pembina, Bắc Dakota
Xã Hamilton (tiếng Anh: Hamilton Township) là một xã thuộc quận Pembina, tiểu bang Bắc Dakota, Hoa Kỳ. Năm 2010, dân số của xã này là 42 người.